# Avanafil
Avanafil è una molecola appartenente alla classe degli inibitori della PDE5. È il quarto farmaco della classe approvato per la cura della disfunzione erettile dalla Food and Drug Administration. Il farmaco è stato approvato il 27 aprile 2012 dalla FDA e il 21 giugno 2013 dalla European Medicines Agency.
Avanafil si distingue da altri inibitori della PDE5 per una rapida insorgenza d'azione, circa 15 min.
Negli Stati Uniti viene venduto con il nome commerciale di Stendra dalla società farmacologica Vivus. Nel luglio 2013 Vivus ha annunciato un accordo di partnership con la società farmaceutica Menarini per commercializzare e promuovere avanafil con il nome commerciale di Spedra in oltre 40 paesi europei, in Australia e Nuova Zelanda.

## Storia
L'Avanafil nel tempo è stato oggetto di fenomeni di disease mongering, come i farmaci a lui simili, dal momento che spesso è usato fuori dai precisi e rigidi criteri medici di trattamento della disfunzione erettile, quanto piuttosto per uso ricreazionale come ormai una rilevante letteratura scientifica sugli inibitori della fosfodiesterasi-5 documenta.

## Farmacodinamica
Il meccanismo di azione di avanafil si basa sulla inibizione della fosfodiesterasi 5 (PDE5) a livello del corpo cavernoso del pene e conseguente esaltazione dell'effetto dell'ossido di azoto.

## Farmacocinetica
Dopo somministrazione per via orale avanafil viene assorbito rapidamente dal tratto gastrointestinale e la concentrazione plasmatica massima (Cmax) viene raggiunta da circa 30 a 45 minuti dalla somministrazione. Nell'organismo il farmaco si lega alle proteine plasmatiche nella misura del 99% circa. La molecola è ampiamente metabolizzata dal citocromo P450, isoenzima CYP3A4 e, in misura minore, dall'isoforma CYP2C.
L'emivita terminale di eliminazione del composto è di circa 5 ore. Il farmaco viene eliminato principalmente nella forma di metaboliti, per via fecale (62% circa) e in misura più ridotta con le urine (21%).

## Usi clinici
Il composto è stato autorizzato per il trattamento della disfunzione erettile.

## Effetti collaterali e indesiderati
| Tipi di reazioni               | Molto comuni (>1/10) | Comuni (>1/100, <1/10)                                       | Non comuni (>1/1.000, <1/100) | Rare (>1/10.000, <1/1.000) | Molto rare (<1/10.000) |
| ------------------------------ | -------------------- | ------------------------------------------------------------ | ----------------------------- | -------------------------- | ---------------------- |
| Disturbi cardiovascolari       | - Vampate di calore  | - Alterazioni elettrocardiografiche - Ipertensione arteriosa |                               |                            |                        |
| Disturbi gastrointestinali     |                      | - Nausea - Dispepsia - Diarrea - Costipazione                |                               |                            |                        |
| Disturbi del sistema nervoso   | - Cefalea            | - Vertigine                                                  |                               |                            |                        |
| Disturbi muscoloscheletrici    |                      | - Dolore dorsale - Artralgia                                 |                               |                            |                        |
| Disturbi otorinolaringoiatrici |                      | - Nasofaringiti - Congestione nasale - Sinusite              |                               |                            |                        |
| Disturbi respiratori           |                      | - Infezioni vie aeree superiori - Bronchite                  |                               |                            |                        |

## Controindicazioni
Avanafil è controindicato nei soggetti che presentano ipersensibilità nota al principio attivo oppure a uno qualsiasi degli eccipienti utilizzati nella formulazione farmacologica.

## Chimica
Avanafil può essere sintetizzato a partire da derivati della benzilamina e della pirimidina:

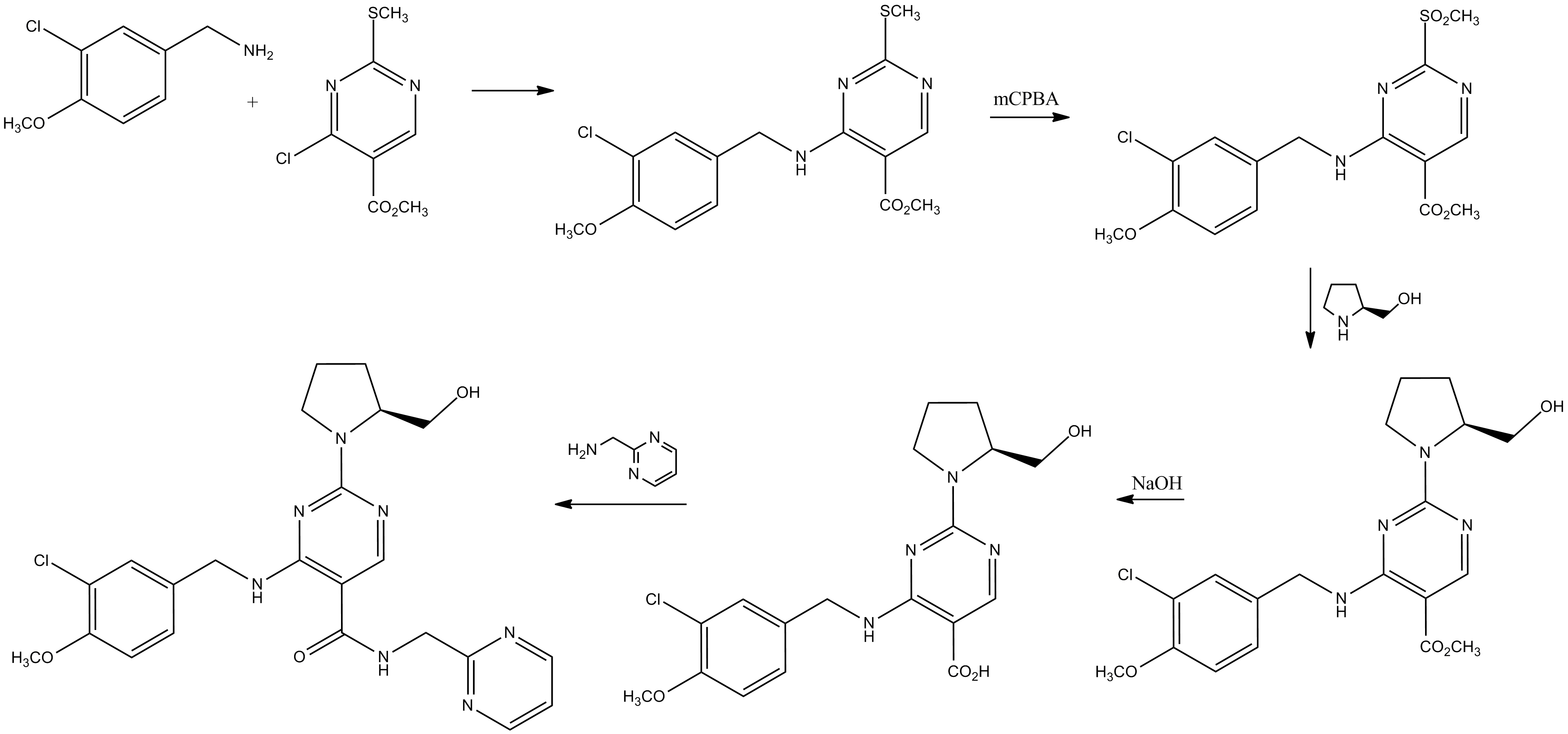
Sintesi di Avanafil